# Анголитиму
Анголитиму (мальд. އަނގޮޅިތީމު) — один из обитаемых островов в составе административного атолла Раа, Мальдивы.
Расположен в северной части Мальдивского архипелага, примерно в 187 км от столицы страны, города Мале. Составляет 850 м в длину и 500 м в ширину. Площадь острова — 39,5 га. По данным на 2006 год население острова насчитывало 272 человека: 111 мужчин и 161 женщину. Возрастная структура населения: 154 человека — младше 18 лет (57 %); 13 человек — от 19 до 25 лет; 93 человека — от 26 до 64 лет и 12 человек — в возрасте 65 лет и старше. Уровень грамотности населения — 96,1 %.
Всего на острове насчитывается 62 домашних хозяйства, то есть в среднем на 1 хозяйство приходится 4,4 человека. Имеется 1 школа.